# Тяжкий
«Тя́жкий» — четвёртый студийный альбом группы «Ляпис Трубецкой». Выпущен 18 мая 2000 года на лейбле Real Records.
Презентация альбома состоялась 20 мая 2000 года на рынке «Горбушка» под открытым небом. Во время работы над альбомом к группе «Ляпис Трубецкой» присоединился молодой тромбонист Иван Галушко, который первое время не числился в официальном составе группы.
На песни «По аллеям», «Дружбан», «НЛО» и «Спорт прошёл» были сняты клипы.

## Список композиций
| №   | Название                       | Длительность |
| --- | ------------------------------ | ------------ |
| 1.  | «Девочка с бездонными глазами» | 3:56         |
| 2.  | «По аллеям»                    | 3:18         |
| 3.  | «Дружбан»                      | 3:01         |
| 4.  | «Ася»                          | 4:47         |
| 5.  | «НЛО»                          | 4:47         |
| 6.  | «Дождь льёт»                   | 5:31         |
| 7.  | «Чаечки»                       | 4:44         |
| 8.  | «Спорт прошёл»                 | 3:26         |
| 9.  | «Серый»                        | 4:26         |
| 10. | «Виноградная лоза»             | 3:31         |
| 11. | «Холодная мамба»               | 3:22         |

| №   | Название                                                         | Длительность |
| --- | ---------------------------------------------------------------- | ------------ |
| 12. | «Спорт прошёл (Л.Т. и группа «Ленинград») - Игорь Вдовин ремикс» |              |

## Участники
- Сергей Михалок — вокал
- Павел Булатников — вокал
- Руслан Владыко — гитары, клавишные, аккордеон
- Дмитрий Свиридович — бас-гитара
- Павел Кузюкович — валторна
- Георгий Дрындин — труба
- Алексей Любавин — ударные, перкуссия

Над альбомом также работали:
- Иван Галушко — тромбон
- М. Тыминько и А. Терехов — авторы оформления обложки

## Критика
По мнению критика Дмитрия Подберезского, альбом «не приносит неожиданностей», при этом он отметил более тяжёлое звучание альбома, харизму коллектива и «завидный оптимизм» музыкантов.